# Візенбах (Рейн-Неккар)
Візенбах (нім. Wiesenbach) — громада в Німеччині, у землі Баден-Вюртемберг. Підпорядковується адміністративному округу Карлсруе. Входить до складу району Рейн-Неккар.
Площа — 11,13 км2. Населення становить 3095 ос. (станом на 31 грудня 2020).